# James Hampton (Schauspieler)
James Wade Hampton (* 9. Juli 1936 in Oklahoma City, Oklahoma; † 7. April 2021 in Fort Worth, Texas) war ein US-amerikanischer Schauspieler, Fernsehregisseur und Drehbuchautor.

## Leben
James Hampton wuchs in der Nähe von Dallas, Texas auf, wo sein Vater ein Reinigungsgeschäft besaß. Er studierte Theaterwissenschaften an der University of North Texas, wo er Mitglied der Studentenvereinigung Kappa Alpha Order war. Nach einigen erfolglosen Versuchen, als Bodyguard, Barkeeper oder Fotojournalist zu arbeiten, trat er der United States Army bei, wo er der 6th Cavalry zugeteilt wurde. Während seiner Dienstzeit in Deutschland spielte er unter anderem für die United Service Organizations. Nach seiner Dienstzeit trat er beim Summer stock theatre in Texas auf und zog später nach New York City, wo er beim oscarnominierten Kurzfilm The Cliff Dwellers und unter anderem in der Fernsehserie Rauchende Colts an der Seite von Burt Reynolds mitspielte.
Seit 2002 war Hampton mit der Schauspielerin Mary Deese verheiratet.

## Filmografie (Auswahl)

### Schauspiel
- 1962: The Cliff Dwellers
- 1963–1965: Rauchende Colts (Gunsmoke, drei Folgen)
- 1965–1967: F-Troop (65 Folgen)
- 1970: Das Wiegenlied vom Totschlag (Soldier Blue)
- 1973: Der Mann, der die Katzen tanzen ließ (The Man Who Loved Cat Dancing)
- 1974: Die härteste Meile (The Longest Yard)
- 1975: Ein Supertyp haut auf die Pauke (W.W. And The Dixie Dancekings)
- 1975: FBI – Kampf dem Terror (Attack On Terror: The FBI vs. Leben: The Ku Klux Klan)
- 1975: Mackintosh und T.J. (Mackintosh and T.J.)
- 1975: Straßen der Nacht (Hustle)
- 1977: Howard Hughes – Eine Legende (The Amazing Howard Hughes)
- 1978: Die Katze aus dem Weltraum (The Cat from Outer Space)
- 1979: Das China-Syndrom (The China Syndrome)
- 1980: Geheimsache Hangar 18 (Hangar 18)
- 1981: Condorman
- 1981: Das Geheimnis der Pyramide (Through the Magic Pyramid)
- 1982: Weltkrieg III (World War III)
- 1984: Das brennende Bett (The Burning Bed)
- 1984–1985: Wer ist hier der Boss? (Who’s the Boss?, zwei Folgen)
- 1985: Teenwolf (Teen Wolf)
- 1987: Teen Wolf 2 (Teen Wolf Too)
- 1988: Police Academy 5 – Auftrag Miami Beach (Police Academy 5: Assignment: Miami Beach)
- 1990: Hart auf Sendung (Pump Up the Volume)
- 1991: Der Riese aus den Donnerbergen (The Giant of Thunder Mountain)
- 1996: Sling Blade – Auf Messers Schneide (Sling Blade)
- 2009: Fire from Below – Die Flammen werden dich finden (Fire from Below)

### Regie
- 1992–1994: Daddy schafft uns alle (Evening Shade, 16 Folgen)
- 1993–1995: Küß’ mich, John (Hearts Afire, fünf Folgen)
- 1997–1998: Ein Vater zum Küssen (The Tony Danza Show, zwei Folgen)
- 1997–1998: Grace (Grace Under Fire, vier Folgen)

### Drehbuch
- 1992–1993: Daddy schafft uns alle (Evening Shade, sechs Folgen)
- 1993: Harlan & Merleen

## Auszeichnung (Auswahl)
- 1975: Nominierung eines Golden Globe Award als Bester Nachwuchsdarsteller für seine Rolle in Die härteste Meile